# Giovanni Maria Francesco Róndani

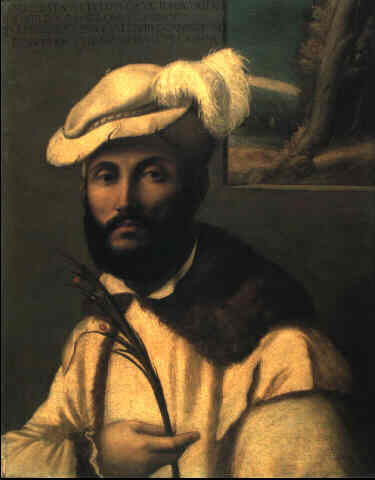
Giovanni Maria Rondani, Portret nieznanego mężczyzny w białym kapeluszu

Giovanni Maria Francesco Rondani (ur. 1490, zm. 1550) – włoski malarz tworzący w okresie manieryzmu, przedstawiciel szkoły parmeńsko-lombardzkiej.
Prawdopodobnie był uczniem Correggia, którego dzieła silnie oddziałały na jego twórczość, uwidaczniając swój wpływ między innymi we freskach zdobiących kopułę kościoła San Giovanni Evangelista w Parmie. Polichromie w tamtejszej katedrze namalowane przez Rondaniego w latach 1527–1531,przedstawiające sceny Męki Pańskiej i Żywot św. Antoniego Opata, wykazują również surowy wpływ Giulia Romano. W 1532 roku wykonywał dekoracje malarskie z okazji pobytu w mieście  cesarza habsburskiego Karola V.